# Casas de Haro
Casas de Haro è un comune spagnolo di 873 abitanti situato nella comunità autonoma di Castiglia-La Mancia.